# تپه اطراف شهر سوخته ۲۴۰
تپه اطراف شهر سوخته ۲۴۰ در شهرستان زابل، بخش شیب آب، دهستان لوتک، ۱۷/۵ کیلومتری جنوب شرق پایگاه باستان‌شناسی شهر سوخته واقع شده و این اثر در تاریخ ۲۰ اسفند ۱۳۸۵ با شمارهٔ ثبت ۱۸۰۸۵ به‌عنوان یکی از آثار ملی ایران به ثبت رسیده است.